# 石毛慎也
石毛 慎也（いしげ しんや、1979年10月5日 - ）は、日本の男性キックボクサー。東京都出身。初代NKBウェルター級王者。ラジャダムナンスタジアム認定ミドル級王者。LAILAPS東京北星ジム会長。
鍼灸マッサージの学校に入学し、国家資格を取得。現在も鍼灸マッサージ師として、リハビリを中心に活躍している。
打倒ムエタイを掲げ、多くの強豪タイ人との試合をこなしている。得意技はヒジですべての技をこなす業師でもある。

## 来歴
幼少期より糸東流空手を学んでいた。高校時代に総合格闘技を学ぶべく綾瀬の東京北星ジムに入門（当時、東京北星ジムはキックボクシングのジムでありながら総合格闘技と記載していた）。
1998年2月20日、ニュージャパンキックボクシング連盟でプロデビュー。
2001年10月13日に開始されたNKB統一ランキングトーナメント・ウェルター級に出場。1、2回戦を勝ち抜くと、準決勝の対戦相手になるはずであった松浦信次が引退し不戦勝扱いで決勝進出。2002年6月29日の決勝およびNKBウェルター級王座決定戦では勤務先の鍼灸院の院長でもあった小野瀬邦英と対戦し、TKO勝ちで初代NKBウェルター級王座を獲得した。
2003年1月、ヨーデチャーにＫＯ負け。
2003年5月16日、NKBウェルター級王座防衛戦で木浪シャーク利幸と対戦し、TKO勝ちで初防衛に成功した。
2003年9月21日、ニュージャパンキックボクシング連盟でフィクリ・ティアルティと対戦し、2Rに2度のダウンを喫した後、3Rに跳び膝蹴りでKO負け。11月9日に2度目のNKBウェルター級王座防衛戦で瀬尾尚弘と対戦予定であったが、ティアルティ戦のダメージにより防衛戦をキャンセルし、王座を返上した。
2003年12月、サッダムにＫＯ負け。
2004年5月2日、王者となった木浪シャーク利幸と再戦し、判定ドローで王座獲得ならず。
2004年9月、サガーオトーンに判定負け。2005年5月、デッドチュポンにＫＯ勝ち。2007年7月、セーンチャイに判定負け。
2009年6月21日、M-1スーパーウェルター級王者クンタップ・ウィラサクレックに挑戦し、判定ドローで王座獲得ならず。
2010年5月6日、東京都中央区勝どきに自らが会長を務めるLAILAPS東京北星ジムをオープンした。
2010年5月6日、WPMF暫定日本ランキングスーパーウェルター級4位にランキング入り。
2010年9月18日、香港で行われた「力保健搏擊之夜 Libogen Fight Night (PART-15) -風林火山5 9.18 港日大戦-」において梁軼超に5R判定負けした。この試合で負った怪我により、11月20日に英国・バーミンガムで行われる予定だったISKAムエタイ世界スーパーウェルター級王者決定戦を欠場した。代わりに紅闘志也が対戦相手のジョーダン・ワトソンと試合を行った。（結果はワトソンの5R判定勝ち）

## 戦績
| キックボクシング 戦績 | キックボクシング 戦績 | キックボクシング 戦績 | キックボクシング 戦績 | キックボクシング 戦績 | キックボクシング 戦績 | キックボクシング 戦績 |
| --------------------- | --------------------- | --------------------- | --------------------- | --------------------- | --------------------- | --------------------- |
| 35 試合               | (T)KO                 | 判定                  | その他                | 引き分け              | 無効試合              |                       |
| 14 勝                 | 8                     | 6                     | 0                     | 4                     | 0                     |                       |
| 17 敗                 | 8                     | 8                     | 1                     | 4                     | 0                     |                       |

| 勝敗 | 対戦相手                               | 試合結果                                    | 大会名 | 開催年月日     |
| ×    | 梁軼超(高超)                           | 5R終了 判定0-3                              | 力保健搏擊之夜 Libogen Fight Night (PART-15) -風林火山5 9.18 港日大戦- Wanchai Southorn Stadium, Hong Kong      | 2010年9月18日  |
| △    | クンタップ・ウィラサクレック           | 5R終了 判定0-1                              | M-1 FAIRTEX SINGHA BEER ムエタイチャレンジ 2009 Yod Nak Suu vol.2 【M-1スーパーウェルター級タイトルマッチ】     | 2009年6月21日  |
| ×    | ケム・フェアテックス                   | 3R 1:16 TKO（ドクターストップ：左瞼カット） | ムエローク Japan 2009 〜最大最強のムエタイ祭り〜                                                                | 2009年1月18日  |
| ×    | ガンスワン・BeWell                     | 5R終了 判定0-3                              | ニュージャパンキックボクシング連盟 「START OF NEW LEGEND XI 〜新しい伝説の始まり〜」                            | 2008年9月27日  |
| ×    | ツグト"忍"アマラ                       | 4R終了時 TKO（ドクターストップ：カット）    | M-1 FAIRTEX SINGHA BEER ムエタイチャレンジ Legend of Elbows 2008 〜MIND〜                                       | 2008年6月8日   |
| ×    | レイ・スターリン                       | 5R終了 判定0-3                              | 全日本キックボクシング連盟「70's 全日本キック中量級最強決定トーナメント 〜開幕戦〜」 【70'sトーナメント 1回戦】 | 2007年11月18日 |
| ○    | 濱崎一輝                               | 3R 0:18 TKO（ドクターストップ：上唇カット） | 全日本キックボクシング連盟「Road to 70's」                                                                      | 2007年9月29日  |
| ×    | センチャイ・ソー・キングスター         | 5R終了 判定0-3                              | ニュージャパンキックボクシング連盟 「FIGHTING EVOLUTION VIII 〜進化する戦い〜 COUNTER THE ASIAN ATTACK」        | 2007年7月1日   |
| ○    | パルハットレック                       | 5R終了 判定3-0                              | ニュージャパンキックボクシング連盟「ADVANCE II 〜前進〜」                                                       | 2006年3月5日   |
| ○    | コムンレック・トー・シーラチャイ       | 5R終了 判定2-0                              | ニュージャパンキックボクシング連盟「INFINITE CHALLENGE X 〜無限の挑戦〜」                                       | 2005年11月20日 |
| ×    | タイガーウッド                         | 5R終了 判定                                 | タイ | 2005年8月12日  |
| ○    | デットチュポン・ソー・ギェンシリパット | 3R 0:29 KO（右ローキック）                  | ニュージャパンキックボクシング連盟「INFINITE CHALLENGE IV 〜無限の挑戦〜」                                      | 2005年5月3日   |
| ×    | シィンヨック・ソーシラパン             | 5R終了 判定                                 | タイ | 2004年12月5日  |
| ×    | サガーオトーン・ペットノンヌット       | 5R終了 判定0-2                              | ニュージャパンキックボクシング連盟「X-DUEL VII 〜終わりなき決戦〜」                                             | 2004年9月19日  |
| △    | 木浪シャーク利幸                       | 5R終了 判定1-0                              | ニュージャパンキックボクシング連盟「X-DUEL IV 〜終わりなき決戦〜」 【NKBウェルター級タイトルマッチ】            | 2004年5月2日   |
| ×    | フェッサヤーム・サッカウィン           | 4R KO                                       | タイ | 2004年3月22日  |
| ×    | サッダム・ギャットヨンユット           | 4R KO                                       | タイ | 2003年12月5日  |
| ×    | フィクリ・ティアルティ                 | 3R 0:21 KO（跳び膝蹴り）                    | ニュージャパンキックボクシング連盟「VORTEX VIII 〜旋風〜」                                                      | 2003年9月21日  |
| ○    | 木浪シャーク利幸                       | 2R 0:23 TKO（レフェリーストップ：カット）   | ニュージャパンキックボクシング連盟「VORTEX III 〜旋風〜」 【NKBウェルター級タイトルマッチ】                     | 2003年5月16日  |
| ×    | ヨーデチャー・シットヨートン           | 1R 2:32 KO（右ハイキック）                  | ニュージャパンキックボクシング連盟「VORTEX I 〜旋風〜」                                                         | 2003年1月19日  |
| ×    | ヨーガッタンユー・オーウィジッパン     | 1R 2:12 TKO（ドクターストップ：額カット）   | ニュージャパンキックボクシング連盟「DREAM RUSH 8」                                                              | 2002年11月3日  |
| ○    | 小野瀬邦英                             | 4R 0:49 TKO（ドクターストップ：カット）     | 日本キックボクシング連盟「2002 破壊シリーズ」 【NKBウェルター級王座決定戦】                                     | 2002年6月29日  |
| ○    | シンマナサック・ローシーラー           | 5R TKO                                      | 不明 | 2002年4月19日  |
| ○    | 広川靖之                               | 5R終了 判定3-0                              | 日本キックボクシング連盟「2001 激動シリーズ」 【NKB統一ランキングトーナメント ウェルター級 2回戦】              | 2001年12月2日  |
| ○    | 瀬尾尚弘                               | 5R終了 判定2-0                              | 日本キックボクシング連盟「2001 激動シリーズ」 【NKB統一ランキングトーナメント ウェルター級 1回戦】              | 2001年10月13日 |
| ×    | 小次郎                                 | 4R 1:39 TKO（カット）                       | ニュージャパンキックボクシング連盟「CHALLENGE TO MUAYTHAI 7」                                                   | 2001年6月24日  |
| △    | 松本竜大                               | 5R終了 判定0-0                              | ニュージャパンキックボクシング連盟「MILLENNIUM WARS 8」                                                         | 2000年9月24日  |
| ○    | 金炳助                                 | 5R終了 判定                                 | タイBBTVスタジアム                                                                                              | 2000年8月29日  |
| △    | 狩野卓                                 | 5R終了 判定                                 | ニュージャパンキックボクシング連盟「MILLENNIUM WARS 3」                                                         | 2000年5月7日   |
| ×    | 笛吹丈太郎                             | 5R終了 判定0-3                              | ニュージャパンキックボクシング連盟                                                                              | 1999年8月29日  |
| ○    | 松本竜大                               | 3R 判定                                     | ニュージャパンキックボクシング連盟                                                                              | 1999年6月4日   |
| ○    | 阿倍攻気                               | 2R 2:54 KO                                  | ニュージャパンキックボクシング連盟                                                                              | 1999年1月24日  |
| ○    | イタリヤ超輔                           | 1R 2:02 KO                                  | ニュージャパンキックボクシング連盟                                                                              | 1998年10月9日  |
| ○    | 小野雅章                               | 3R 1:31 KO                                  | ニュージャパンキックボクシング連盟「INNOVATION 6」                                                              | 1998年7月21日  |
| ×    | 武藤正浩                               | 3R終了 判定                                 | ニュージャパンキックボクシング連盟                                                                              | 1998年2月20日  |

## 獲得タイトル
- プロ
  - 初代NKBウェルター級王座（防衛1回）

　　ラジャダムナンスタジアム認定ミドル級王者

## 受賞歴
- 1998年度NJKF新人賞